# Slaget om Messines
Slaget om Messines var ett brittiskt 17 dagar långt artilleribombardemang av tyska positioner under det första världskriget. Efter bombardemanget följde en storskalig attack. Slaget började den 21 maj 1917 vid Mesen i västra Flandern (på många äldre kartor kallas Mesen för det franska Messines). Slaget inträffade strax före det tredje slaget vid Ypern.

## Bakgrund

### Kriget år 1917
Vid ingången av år 1917 var östfronten lugn efter att centralmakterna nästan fullständigt hade erövrat Rumänien. Denna förlust placerade Ententen inför problem. Revolutionssträvandena i Ryssland stöddes av tyskarna. De tyska styrkorna hade även lyckats dra sig tillbaka nästan oskadda till Siegfriedlinjen. I och med denna frontförkortning kunde tyskarna koncentrera sina krympande styrkor. De allierade påbörjade flera större offensiver på västfronten men inga av dessa offensiver skapade några noterbara förändringar. Fransmännen försökte att skapa ett genombrott vid Aisne och vid Champagne. De stora franska förlusterna ledde till en svår och tung krissituation på den franska sidan. De franska styrkorna började även myterera, på vilket det franska ledarskapet svarade med hårda straff. Efter att Tyskland förklarat obegränsat ubåtskrig inträdde USA kriget på de allierades sida.

### Planering
Den brittiske generalen Douglas Haig planerade en förnyad offensiv i Flandernområdet. Målet var de tyska ubåtsbaserna vid Oostende och Zeebrugge eftersom Tyskland hade förklarat obegränsat ubåtskrig. För att kunna förstöra dessa hamnar måste de allierade tränga sig igenom de tyska positionerna på den 76 meter höga Messinesåsen (Mesen) som kontrollerades av tyska styrkor.

## Slaget
| ”                                                                          | Mina herrar, vi kanske inte skriver historia imorgon, men vi kommer åtminstone att förändra geografin. | „ |
| – Kommentar av general Herbert Plumer till sin stab kvällen före anfallet. | |   |

På morgonen de 21 maj 1917 öppnade britterna, under general Herbert Plumer, eld med 2 000 kanoner mot Wytschaetebogen (Wijtschate). De tyska positionerna bombarderades kontinuerligt till den 7 juni klockan 2:50. De tyska positionerna, skyddsrummen och fältartilleriet förstördes i stor utsträckning. De tyska styrkorna hade dock blivit varnade och kunde söka sig i skydd längre bakåt och kunde på så sätt förbereda sig för det kommande anfallet. Efter att artilleribombardemanget upphört sökte sig de tyska styrkorna sig tillbaka till de raserade skyttegravarna. Den brittiska offensiven började klockan 3:10 med utlösandet av 19 minor. I den påföljande explosionen dog omedelbart omkring 10 000 tyska soldater. Den 3:e bayerska divisionen utplånades nästan totalt. Detta resulterade i att det tyska försvaret nästan totalt kollapsade. Brittiska, kanadensiska och australiensiska minörer hade grävt tunnlar till ett djup på 15 till 30 meter under de tyska positionerna och placerat ut sammanlagt 22 minor. Varje mina bestod i medeltal av 21 t sprängämne, den största minan vid St. Eloi bestod av 42 t ammonal. Explosionen var den ljudligaste explosionen som orsakats av människor och kunde enligt utsago höras ända till Dublin samt till den brittiske premiärministern David Lloyd Georges bostad vid Downing Street 10 i London. Tre minor exploderade inte vid antändningen. En mina exploderade år 1955 i en åskstorm, men dödade enbart en ko. En annan mina hittades och desarmerades av tyskarna. Ytterligare en mina ligger begravd, oexploderad. Den sammanlagda längden på tunnlarna var 8 000 m. Efter explosionen avfyrade det brittiska artilleriet en trumeld från ungefär 2 250 kanoner mot de tyska positionerna. Nio allierade divisioner från den brittiska 2 armén gick till angrepp genom att använda giftgas och 72 st. stridsvagnar. Inom tre timmar var krönet taget och tyskarna måste dra sig tillbaka. Tyska motattacker utfördes utan framgång och ledde enbart till att de allierade erövrade mera land.

## Explosionerna
| Minans namn         | Laddning (kg) | Kraterdiameter (m)  |
| ------------------- | ------------- | ------------------- |
| Hill 60 A           | 24 200        | 58                  |
| Hill 60 B           | 31 700        | 79                  |
| St Eloi             | 43 300        | 53                  |
| Hollandscheschour 1 | 15 500        | 56                  |
| Hollandscheschour 2 | 6 800         | 32                  |
| Hollandscheschour 3 | 7 900         | 43                  |
| Petit Bois 1        | 13 600        | 53                  |
| Petit Bois 2        | 13 600        | 66                  |
| Maedelstede Farm    | 42 600        | 66                  |
| Peckham             | 30 400        | 73                  |
| Spanbroekmolen      | 41 200        | 76                  |
| Kruisstraat 1       | 13 600        | 71                  |
| Kruisstraat 2       | 13 600        | 66                  |
| Kruisstraat 3       | 13 600        | 62                  |
| Kruisstraat 4       | 8 800         | 1 & 4 länkades ihop |
| Ontario Farm        | 27 200        | 61                  |
| Trench 127 Left     | 16 300        | 55                  |
| Trench 127 Right    | 22 700        | 64                  |
| Trench 122 Left     | 9 000         | 59                  |
| Trench 122 Right    | 18 100        | 69                  |

## Resultat
Slaget vid Messines anses vara den mest framgångsrika offensiven under det första världskriget och stärkte de allierades moral. Plumer ville återuppta offensiven men beordrades stanna av Haig som förberedde det tredje slaget vid Ypres.